# Линьхэвенатор
Линьхэвена́тор (лат. Linhevenator, буквально — охотник из Линьхэ́) — род динозавров-теропод из семейства троодонтид, живший во время позднего мела на территории современного Китая.

## История открытия
Окаменелости были обнаружены в 2009 году во Внутренней Монголии. Голотип LHV 0021 был найден в формации Баян Мандаху, возраст которой соотносится с кампанским ярусом (около 83,5—70,6 млн лет назад) мелового периода, и описан в 2011 году группой учёных под руководством Сюй Сина. Родовое название составлено из топонима Линьхэ и латинского слова venator — «охотник». Видовое название дано в честь профессора Тан Лина.
Голотип LHV 0021 представляет собой частичный скелет взрослой особи, в том числе череп с нижней челюстью, шесть грудных позвонков, правую лопатку, правую плечевую кость, подвздошные кости, левую бедренную кость и левую ступню. Это наиболее полный найденный скелет троодонтида из верхнего мела. Его четыре аутапоморфных особенности включают скуловую кость (os iugulum) с боковым выступом, антеровентрально ориентированный гребень надугловой кости, наличие среднего расширения в районе дистального края бедренной кости, а также наличие широкой продольной борозды вдоль дальней трети дорсальной поверхности третьей плюсны.

## Описание

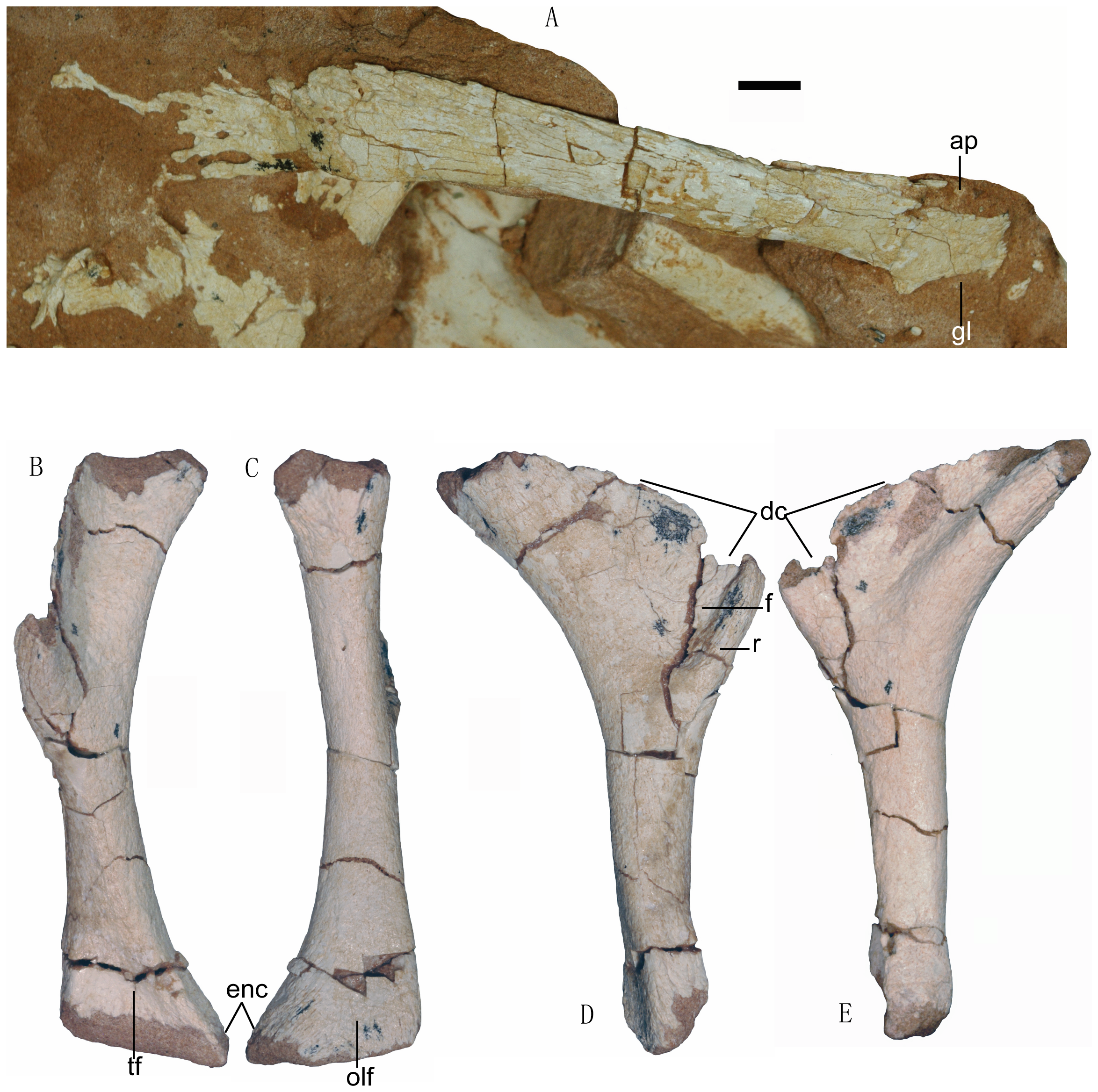
Плечевой пояс и передние конечности

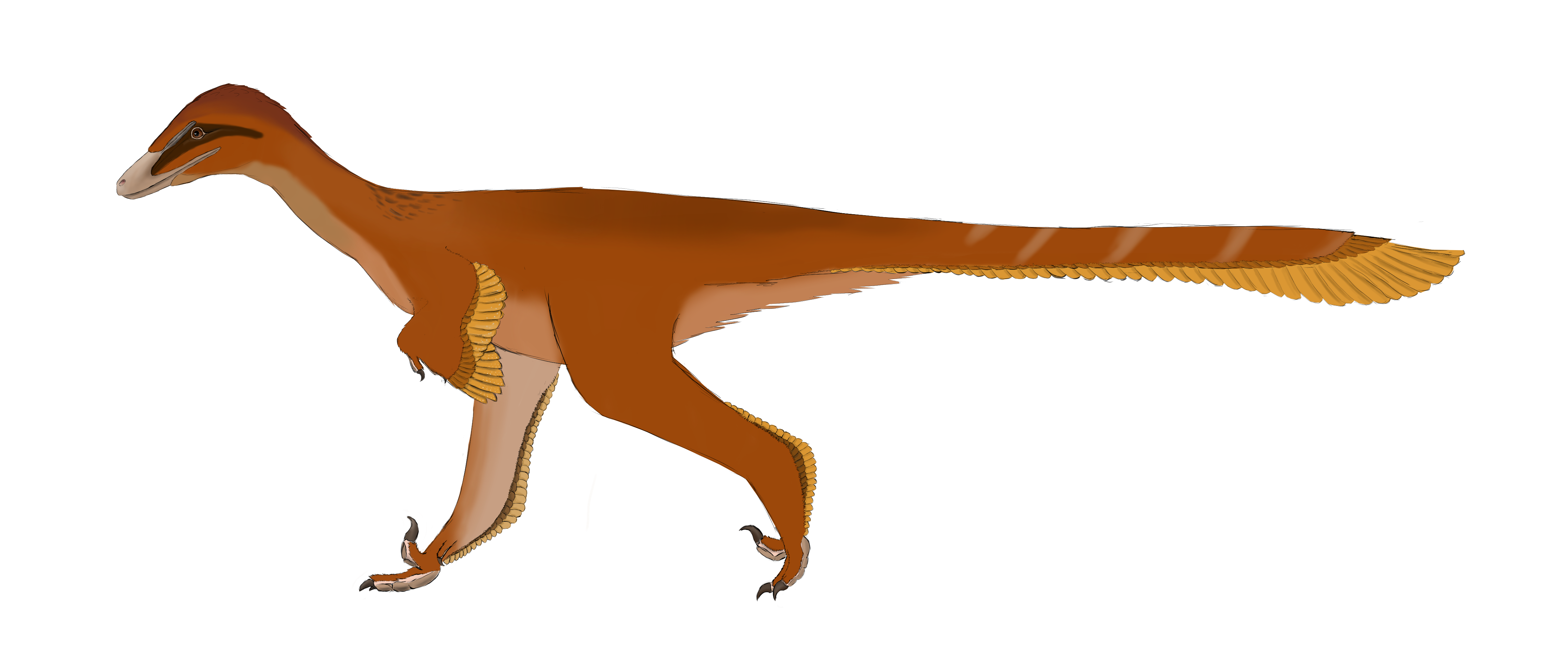
Реконструкция линьхэвенаатора

Линьхэвенатор является троодонтидом, представителем группы небольших птицеподобных манирапторов. Все троодонтиды имеют множество уникальных особенностей черепа, таких, как близко расположенные зубы в нижней челюсти и большое количество зубов. Троодонтид отличают серповидные когти и цепкие передние лапы и один из самых высоких уровней развития нервной системы среди динозавров, что означает, что они имели развитый интеллект и острые чувства. Линьхэвенатор был весьма крупным троодонтидом с примерной массой тела 23 кг. Передние лапы были относительно короткими, но плечевой пояс — очень прочным. Авторы описания сошлись на том, что передние лапы могли использоваться для рытья земли или лазанья по деревьям. Первый палец сохранял боковое положение и указывал вперёд. Линхэвенатор имел подобные дромеозавридам пальцы на задних лапах с серповидными когтями, бо́льшими по сравнению с базальными видами троодонтид.

## Систематика
Авторами описания линьхэвенатор был причислен к троодонтидам. Он обладает сочетанием «примитивных» (базальных) черт с продвинутыми, и исходя из кладистического анализа, было установлено, что он произошёл от троодонтид, в политомии с троодоном и кладой, образованной занабазаром и заурорнитоидесом.